# 哈拉尼亞特群島擬金眼鯛
哈拉尼亞特群島擬金眼鯛（學名：P. kuriamuria），為輻鰭魚綱鱸形目鱸亞目擬金眼鯛科的其中一個種，分布於西印度洋阿曼哈拉尼亞特群島，本魚體側扁呈卵形，尾柄細長，眼大，吻圓鈍，無脂性眼瞼，下頜稍突出，腹鰭較小，位於近胸處，體色為古銅色，背部顏色較深，側線明顯呈淡色，體長可達11.3公分，棲息在礁石區，成小群活動，屬夜行性魚類，生活習性不明。